# Go-Nara
Keizer Go-Nara (後奈良天皇, Go-Nara-tennō, 26 januari 1497 – 27 september 1557) was de 105e keizer van Japan, volgens de traditionele opvolgingsvolgorde. Hij regeerde van 9 juni 1526 tot aan zijn dood.

## Genealogie
Het voorvoegsel go- (後), kan worden vertaald als “later” of “tweede”, waardoor zijn naam vrij vertaald “Nara de tweede” betekent. Zijn persoonlijke naam (imina) was Tomohito (知仁).
Go-Nara was de tweede zoon van keizer Go-Kashiwabara. Zijn moeder was Fujiwara Fujiko (藤原藤子). Go-Nara kreeg 10 kinderen, waaronder zeven dochters en de latere keizer Ōgimachi.

## Leven
Go-Nara kwam op 31-jarige leeftijd op de troon na de dood van zijn vader. Het keizerlijk hof kampte toen nog steeds met grote financiële tekorten door de Onin-oorlog en andere tegenslagen. Hierdoor kon de begrafenisceremonie voor Go-Kashiwabara niet worden uitgevoerd.
De situatie werd dermate nijpend dat besloten werd om veel edelen en clans om steun te vragen. Onder andere de Hojoclan, Ouchiclan en Imagawaclan doneerden geld aan het hof. Ook enkele daimyo deden mee. De keizer verkocht ook zijn shodo (kalligrafie) voor extra inkomen. Pas 10 jaar na Go-Kashiwabara’s dood kon hij worden begraven, waarna Go-Nara officieel tot keizer kon worden gekroond.
Go-Nara stierf op 62-jarige leeftijd.

## Perioden
Go-Nara’s regeerperiode omvat de volgende tijdsperioden van de Japanse geschiedenis:
- Daiei (1521-1528)
- Kyōroku (1528-1532)
- Tenbun (1532-1555)
- Kōji (1555-1558)

* Regent Jingu staat niet op de traditionele lijst.